# Municipio de Eaton Rapids
El municipio de Eaton Rapids (en inglés: Eaton Rapids Township) es un municipio ubicado en el condado de Eaton en el estado estadounidense de Míchigan. En el año 2010 tenía una población de 4113 habitantes y una densidad poblacional de 46,18 personas por km².

## Geografía
El municipio de Eaton Rapids se encuentra ubicado en las coordenadas 42°33′23″N 84°40′14″O / 42.55639, -84.67056. Según la Oficina del Censo de los Estados Unidos, el municipio tiene una superficie total de 89.06 km², de la cual 88,45 km² corresponden a tierra firme y (0,69 %) 0,61 km² es agua.

## Demografía
Según el censo de 2010, había 4113 personas residiendo en el municipio de Eaton Rapids. La densidad de población era de 46,18 hab./km². De los 4113 habitantes, el municipio de Eaton Rapids estaba compuesto por el 96,01 % blancos, el 0,85 % eran afroamericanos, el 0,27 % eran amerindios, el 0,71 % eran asiáticos, el 0,46 % eran de otras razas y el 1,7 % eran de una mezcla de razas. Del total de la población el 4,06 % eran hispanos o latinos de cualquier raza.